# Peter Fechter

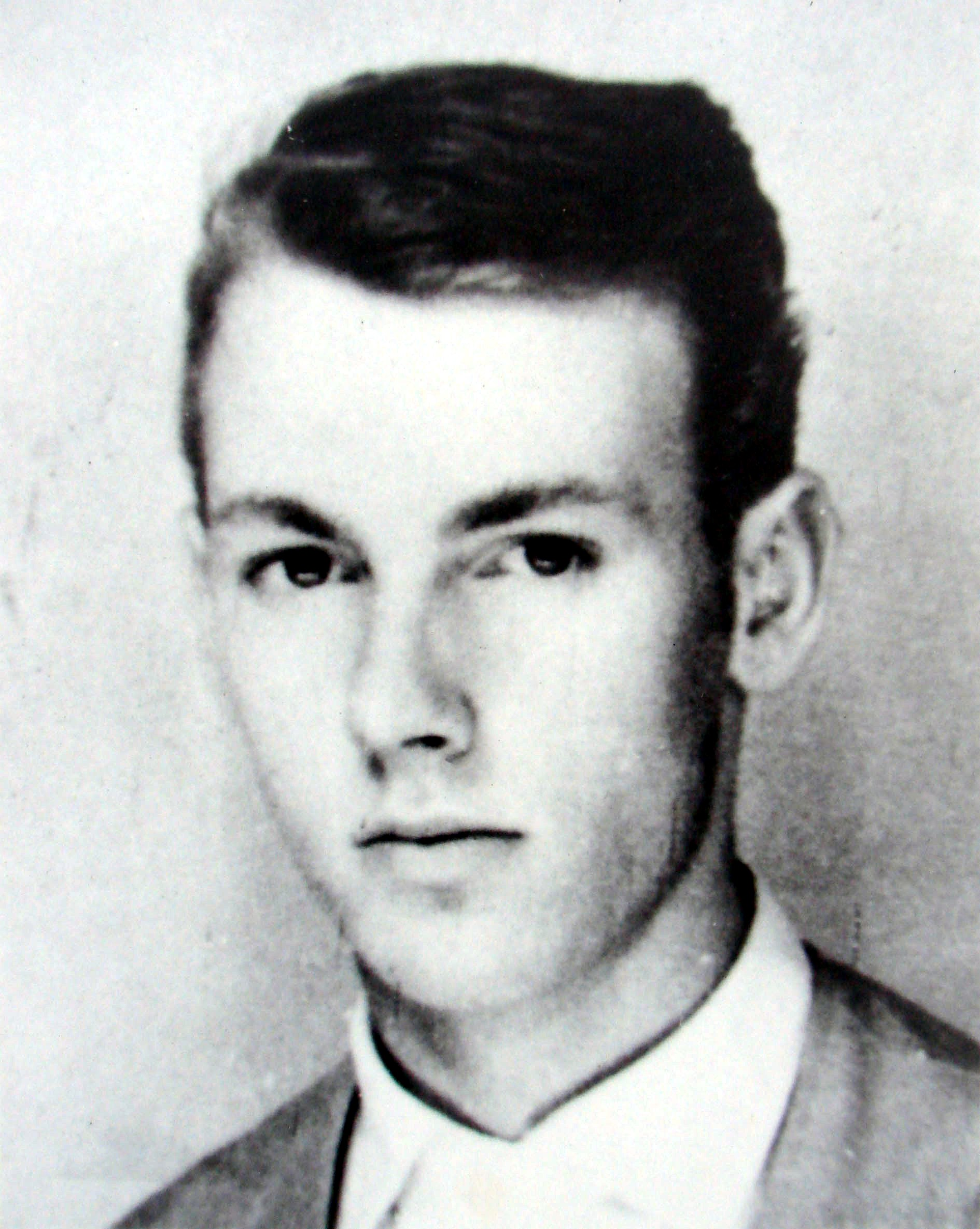
Peter Fechter

Peter Fechter (Berlijn, 14 januari 1944 – 17 augustus 1962) is bekend geworden omdat hij als vluchteling bij de Berlijnse Muur om het leven kwam. 
Hij groeide op in Oost-Berlijn en werkte in de bouw. Ruim een jaar na de bouw van de muur, op 17 augustus 1962, probeerde hij samen met een 18-jarige collega, Helmut Kulbeik, naar het westen te vluchten. Kulbeik kwam ongedeerd in West-Berlijn, maar Fechter haalde het niet. Soldaten van de grenstroepen van de DDR vuurden 35 schoten af. Fechter werd getroffen in longen en buik en bleef schreeuwend liggen, waardoor aan beide kanten van de muur een volksoploop ontstond. Politieagenten uit West-Berlijn gooiden nog verband en hulpmiddelen over de muur maar dat was vergeefse hoop. Een Amerikaanse luitenant die bij Checkpoint Charlie gestationeerd was, kwam kijken en gaf als commentaar: "Not our problem." Na een uur was Fechter doodgebloed en werd zijn lijk weggehaald door Oost-Duitse soldaten. De foto's van de doodbloedende Fechter gingen de wereld over en werden ook in het Amerikaanse tijdschrift Life afgedrukt.

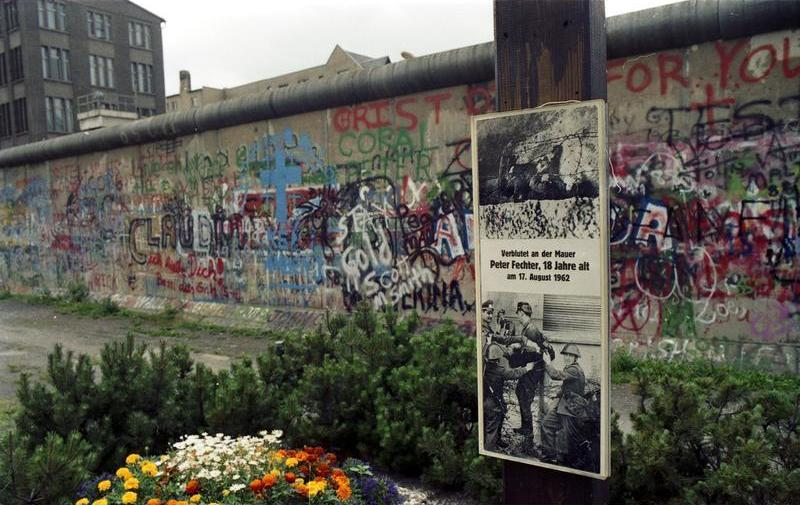
Monument voor Fechter in West-Berlijn, 1988

Ter nagedachtenis aan Fechters dood werd een eenvoudig houten kruis aan de voet van de muur opgericht. Enige jaren na de Duitse hereniging, in maart 1997 werden twee grenssoldaten die op Fechter gevuurd hadden, Erich Schreiber en Rolf Friedrich, tot 1 jaar voorwaardelijk veroordeeld. Een derde soldaat was in de tussentijd overleden.